# 下村海翔
下村 海翔（しもむら かいと、2002年3月27日 - ）は、兵庫県西宮市出身のプロ野球選手（投手）。右投右打。阪神タイガース所属。

## 経歴

### プロ入り前
西宮市立樋ノ口小学校3年生の時に甲武ライオンズで野球を始める。西宮市立甲武中学校在学時は硬式野球のクラブチームである宝塚ボーイズでプレーしていた。
九州国際大学付属高等学校に進学し、1年秋からベンチ入り。2年春の九州大会で優勝した。3年春の練習試合で自己最速となる149km/hを計測した。同年夏は福岡大会準決勝で筑陽学園に敗れた。3年間で甲子園大会出場はなかった。1学年上に甲斐生海がいた。
高校卒業後は青山学院大学に進学し、1年秋からリーグ戦に先発登板したが、入学直前から右肘を痛めており、同年冬にクリーニング手術を受けて長期離脱した。リハビリ中はウエイトトレーニングに励み身体能力が向上し、チーム内の体力測定で1位を争うようになった。3年春のリーグ戦でクローザーとして復帰し、同年秋から先発を務めた。4年春のリーグ戦ではチームとして33季ぶりとなる優勝を成し遂げた。また、同年6月に開催された全日本大学野球選手権大会では準決勝の富士大学戦に先発して6回2失点で勝利。明治大学との決勝では同学年の常廣羽也斗が完封勝利し、チームは優勝した。7月には日米大学野球選手権大会の日本代表に選出された。9月13日付でプロ志望届を提出した。
2023年10月26日に開催されたプロ野球ドラフト会議で阪神タイガースから単独1位指名を受け、契約金1億円プラス出来高5000万円・年俸1600万円という内容で仮契約を結んだ（金額はいずれも推定）。背番号は19。担当スカウトは吉野誠。同ドラフトでは、大学同期の常廣羽也斗が広島東洋カープから1位指名、中島大輔が東北楽天ゴールデンイーグルスから6位指名されている。

### 阪神時代
2024年、春季キャンプは二軍スタートとなり、大学時代の疲労回復を優先するためとしてスロー調整を進め、ブルペンでの投球練習も1度のみにしていた。4月11日、 右肘内側側副靭帯再建術（トミー・ジョン手術）を受けたことが球団から発表された。

## 選手としての特徴
身長174cmと投手としては小柄ながら、最速155km/hのストレートと高い制球力が武器。変化球はスライダー、カットボール、カーブ、フォーク、チェンジアップを投げ、特にカットボールの評価が高い。
遠投120m、50m6.0秒。

## 人物
幼少期から大の阪神ファンで、本拠地の阪神甲子園球場は実家から自転車で行ける距離だという。
好きな芸能人は齋藤飛鳥で、大学野球部の部員紹介の好きな芸能人の欄に書いていたこともあってドラフト会議の翌日には本人からInstagramを通じてエールが送られた。

## 詳細情報

### 背番号
- 19（2024年[14] - ）

### 代表歴
- 2023年 第44回日米大学野球選手権大会 日本代表